# USS Toledo (SSN-769)
USS Toledo (SSN-769) — американская подводная лодка типа «Лос-Анджелес», двадцать пятая по счёту в этом классе (в хронологическом порядке). Названа в честь города в Огайо.

## История
USS Toledo вернулся в середине апреля 2003 года на военно-морскую базу подводных лодок в Нью-Лондоне после принятия участия в Иракской войне. 7 декабря 2004 года Толедо был в Гротоне, штат Коннектикут, после шестимесячного плавания в Персидский залив с USS John F. Kennedy, включавшее заход в такие порта, как Крит, Дубай и Бахрейн. Этот путь домой был необычным, лодка обогнула мыс Доброй Надежды, вместо прохода через Суэцкий канал. После возвращения в северную Атлантику, она была отправлена для секретной миссии по борьбе с наркотиками в Карибское море.
31 января 2006 года Толедо снова отправился в шестимесячное плавание. Маршрут проходил через Дубай, британскую территорию острова Диего-Гарсия и Ла-Маддалена. Корабль вернулся 31 июля 2006 года и в 2009 году прошла смена командования.
Толедо также отправлялось в плавание на шесть месяцев 23 июля 2010 года. В декабре 2010 года Толедо сделал заход в Хайфу.
20 января 2011 года Толедо вернулся в Гротон после очередного шестимесячного плавания через порты Кипра, Бахрейна и Хайфу.

## Обслуживание
Корпорация Northrop Grumman заключила контракт с ВМС США связанный с работами по техническому обслуживанию. Первоначальный контракт был оценен примерно в $34 700 000. Окончательное значение составило $178 500 000. Все работы проходили с декабря 2006 года по март 2009 года. Работы откладывались более чем на восемь месяцев, по причинам изменений проекта.
В июле 2009 года в ходе плановой проверки в корпусе были обнаружены две трещины.

## Гипотеза столкновения сКурском
12 августа 2000 года в Баренцевом море затонула подводная лодка К-141 «Курск». По официальной версии, причиной катастрофы стал взрыв учебной торпеды, однако затем стали распространяться слухи о торпедировании субмарины американской подлодкой или возможном столкновении с последней. Режиссёр фильма Жан-Мишель Карре обвинил экипаж «Мемфиса» в торпедировании «Курска»: по версии Карре, «Курск» проводил испытания новой торпеды «Шквал», и за ними следили подлодки «Мемфис» и «Толедо». В ходе маневрирования произошло столкновение ПЛ «Курск» и «Толедо», затем гидроакустики «Мемфиса» услышали, что «Курск» открывает свои торпедные аппараты и американцы решили, что он готовится к торпедной атаке. Упреждая эту атаку «Мемфис» открыл огонь торпедой Mk-48 по «Курску». Доказательств этой версии нет.